# Schiffneria hyalina
Schiffneria hyalina är en bladmossart som beskrevs av Franz Stephani. Schiffneria hyalina ingår i släktet Schiffneria och familjen Cephaloziaceae. Inga underarter finns listade i Catalogue of Life.